# Аршба, Давид Борисович
Давид Аршба (род. 1985, Гагра) — российский боксёр супер тяжелой весовой категории, выступал за сборную России и Азербайджана. Мастер спорта международного класса, победитель многих международных турниров.

## Любительская карьера
- 2001
- Чемпион Европы среди кадетов в Ливерпуле, Англия
- бронзовый призёр Чемпионата Мира среди кадетов в Баку, Азербайджан
- Чемпион России среди кадетов
- 2002
- Чемпион Европы среди кадетов в г. Львов, Украина
- Чемпиона Мира среди кадетов в Венгрии
- Чемпиона России среди кадетов
- 2003
- Чемпиона Европы среди юниоров в Варшаве, Польша
- победитель международного турнира Battle of Stalingrad
- 2004
- победитель международного турнира памяти Сорокина
- победитель международного турнира Battle of Stalingrad
- 2006
- серебряный призёр международного турнира Batalla de Carabobo в Венесуэле
- серебряный призёр международного турнира Box-Am Tournament в Испании
- 2007
- победитель международного турнира Beogradski Pobednik в Белграде, Сербия
- перешёл в сборную команду Азербайджана
- 2008
- Чемпион Азербайджана
- на Европейском олимпийском квалификационном турнире в Италии, представляя сборную команду Азербайджана уверенно дошёл до полуфинала, где был дисквалифицирован из-за якобы отсутствия у Аршбы Азербайджанского гражданства, хотя годом ранее он официально сменил спортивную прописку и уже успел победить на чемпионате страны. Протест подала команда Великобритании, отняв у Давида практически гарантированную возможность участвовать в Олимпийских Играх 2008 года в Пекине.
- после этого инцидента закончил спортивную карьеру

За свою карьеру Давид Аршба победил многих именитых боксеров в том числе , Роберт Хелениус, Дэвид Прайс и Кубрат Пулев.